# Campo Pequeno (stație de metrou din Lisabona)
Campo Pequeno este o stație a liniei galbene a metroului din Lisabona, situată sub bulevardul Avenida da República, la intersecția cu Avenida de Berna, și care deservește freguesia Avenidas Novas. Stația permite accesul către piața și Arena Campo Pequeno din vecinătate.

## Istoric
Campo Pequeno este una din cele 11 stații ale rețelei originale a metroului din Lisabona și a fost inaugurată pe 29 decembrie 1959.
Proiectul original al stației aparține biroului de arhitectură Falcão e Cunha, iar decorațiunile aparțin pictoriței Maria Keil. Pe 26 martie 1979, stația a fost extinsă pe baza unui proiect al arhitectului Benoliel de Carvalho, decorațiunile fiind executate tot de Maria Keil. Extinderea a presupus prelungirea peroanelor și construirea unui nou hol de acces.
Pe 29 decembrie 1994 a fost terminată reabilitarea stației, aceasta fiind efectuată după proiectul arhitecților Duarte Nuno Simões și Nuno Simões, decorațiunile fiind executate de sculptorul Francisco Simões.

## Legături

### Autobuze orășenești

#### Carris
- 207 Cais do Sodré ⇄ Fetais
- 727 Gara Roma-Areeiro ⇄ Restelo - Av. das Descobertas
- 736 Cais do Sodré ⇄ Odivelas (Bairro Dr. Lima Pimentel)
- 738 Quinta dos Barros ⇄ Alto de Santo Amaro
- 744 Marquês de Pombal ⇄ Moscavide (Quinta das Laranjeiras)
- 749 ISEL ⇄ Gara Entrecampos
- 754 Campo Pequeno ⇄ Alfragide
- 756 Olaias ⇄ Rua da Junqueira
- 783 Amoreiras (centrul comercial) ⇄ Portela - Rua Mouzinho de Albuquerque[4]

#### Aerobus
- Linha 2 Aeroporto ⇄ Sete Rios[5]